# مترو (زبان طراحی)

لوگوی رابط کاربری مایکروسافت مترو

مترو یک نام کد داخلی برای زبان طراحی مبتنی بر نقاشیخط است که توسط مایکروسافت ابتدا برای استفاده در ویندوز فون ۷ ایجاد شده بود. اولین استفاده از چارچوب مترو مانند نقاشی‌خط به مایکروسافت انکارتا ۹۵ و اِم اِس اِن ۲ برمی گردد که سپس در محصولاتی مانند ویندوز مدیا سنتر و زون نیز استفاده شد. سپس چهارچوب مترو در سیستم عامل موبایل مایکروسافت (ویندوز فون)، داشبورد بروزرسانی ایکس باکس ۳۶۰ و ویندوز ۸ تکامل یافت. یک نسخه از خانواده فونت Segoe با نام Segoe WP که به‌طور اختصاصی تولید شده، به عنوان فونت اصلی همه عناصر تایپوگرافی استفاده می‌شود. مایکروسافت در نمایشگاه کامپیوتکس تأیید کرد که ویندوز ۸ از رابط کاربری مترو الهام خواهد گرفت. مایکروسافت همچنین اصول طراحی مترو را به محصولات و سرویس‌هایی نظیر ایکس باکس ۳۶۰ و ویندوز لایو برای یکپارچه سازی و متمایز کردن رابط کاربری محصولات و سرویس‌هایش اضافه کرد.

## قواعد اصلی

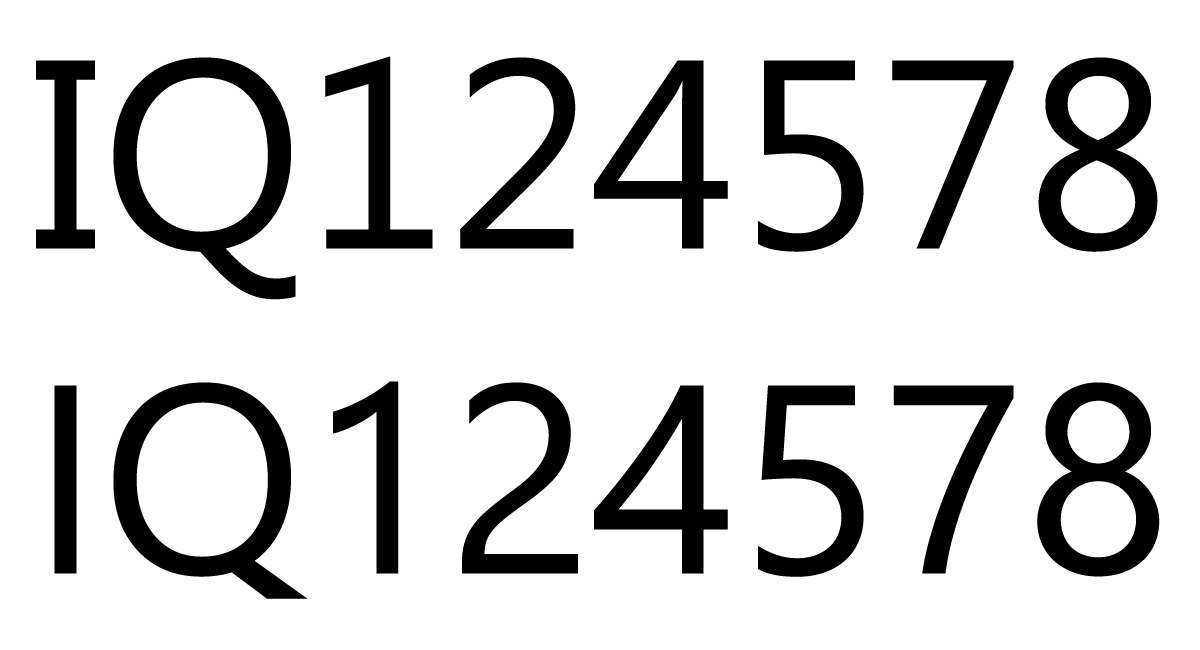
یک نمونه از کد های مترو

به نقل از تیم طراحی مایکروسافت علایم معمول برای طراحی زبان علایم در سیستم حمل و نقل عمومی یافت می‌شود به عنوان مثال:
در سیستم حمل و نقل مترو King County در دفتر مرکزی مایکروسافت در سیاتل است.
در زبان طراحی تأکید بر روی تایپوگرافی خوب و نوشته‌های بزرگ و قابل توجه است. مایکروسافت زبان طراحی را به عنوان زبانی براق؛ سریع؛ مدرن و نوسازی در رابطه‌های مبتنی بر آیکون‌های :ویندوز. آی او اس. اندروید می‌بیند. همه موارد استفاده از فونت‌ها برپایهٔ خانوادهٔ فونت Segoe توسط استیو Matteson در آگفا Monotype تحت مجوز مایکروسافت طراحی شده‌است.
مایکروسافت برای Zune نسخهٔ سفارشی به نام Zegoe UI به وجود آورد و برای ویندوز فون مایکروسافت از خانوادهٔ فونت "Segoe WP" ساخته شد.
عمده تفاوت فونت‌ها در جزئیات آن‌ها هستند.
با مقایسهٔ Segoe UI و Segoe WP در میابیم که تفاوت واضح و آشکار آن‌ها در کاراکترهای عددی آن‌ها است.